# بیلی پرت (بازیکن فوتبال، زاده ۱۸۷۴)
بیلی پرت (انگلیسی: Billy Pratt؛ زادهٔ ۱۸۷۴) بازیکن فوتبال اهل بریتانیا است.
از باشگاه‌هایی که در آن بازی کرده‌است می‌توان به باشگاه فوتبال بیرمنگام سیتی اشاره کرد.